# Juro qué
Juro qué è un singolo della cantante spagnola Rosalía, pubblicato il 23 gennaio 2020.

## Promozione
Rosalía ha presentato una breve versione di Juro qué dal vivo per la prima volta alla 62ª edizione dei Grammy Award.

## Video musicale
Il video musicale, diretto da Tanja Muïn'o, è stato reso disponibile il 23 gennaio 2020 in concomitanza con l'uscita del singolo.

## Tracce
Testi e musiche di Pablo Díaz-Reixa, Kaydy Cain e Rosalía Vila.
1. Juro qué – 2:50

## Classifiche
| Classifica (2020) | Posizione massima |
| ----------------- | ----------------- |
| Spagna            | 7                 |